# Баймаки (Шепетівський район)
Байма́ки — село в Україні, у Білогірській селищній територіальній громаді Шепетівського району Хмельницької області.

## Історія
Засноване поселення у вересні 1351 року. Через село проходив торговельний шлях, торговців, які зупинялись відпочивати, називали баймаками. Історично належить до Волинської землі.
7 (20) листопада 1917 року, відповідно до Третього Універсалу Української Центральної Ради, увійшло до складу Української Народної Республіки.
12 червня 2020 року, відповідно до розпорядження Кабінету Міністрів України № 727-р «Про визначення адміністративних центрів та затвердження територій територіальних громад Хмельницької області», увійшло до складу Білогірської селищної громади.
19 липня 2020 року, в результаті адміністративно-територіальної реформи та ліквідації Білогірського району, село увійшло до складу новоутвореного Шепетівського району.

## Населення
Населення села за переписом 2001 року становило 108 осіб, в 2011 році — ▼75 осіб.
У 2020 році чисельність населення становила ▼53 особи.